# Maria Maddalena nel deserto
Maria Maddalena nel deserto (Marie-Madeleine au désert) è un dipinto a olio su tela del pittore francese Emmanuel Benner, realizzato nel 1886. L'opera è attualmente esposta al museo di arte moderna e contemporanea di Strasburgo.

## Storia
Emmanuel Benner fu un artista alsaziano che partecipò regolarmente ai Saloni parigini e si cimentò nei grandi generi della pittura, con una predilezione per lo studio del nudo spesso inserito in composizioni allegoriche o mitologiche: in questo caso, la composizione è a tema religioso, poiché il tema artistico è quello della Maddalena penitente, che era già stato affrontato da molti artisti in passato. L'opera venne acquistata dal museo strasburghese nel 1895.

## Descrizione
Il dipinto ritrae la discepola di Gesù Maria Maddalena assorta nella lettura dei testi sacri in mezzo a un ambiente naturale in ombra, come dimostra la parete di roccia nel lato destro della tela. La donna è distesa su una veste poggiata su una roccia e assume una posa languida e voluttuosa. La sua pelle liscia e perlata risalta su uno sfondo scuro, accentuando la forma e la sensualità del suo corpo senza veli. Solo il cranio in basso a sinistra rimanda alla vanità dei piaceri terreni e alla meditazione della Maddalena.